# Абд-ель-Курі
Абд-ель-Ку́рі (араб. عبد الكوري) — скелястий острів біля східного узбережжя Африки, поблизу берегів Сомалі.

## Географія

Карта архіпелагу Сокотра

Розташований приблизно за 350 км на південь від Аравійського півострова. Другий за розміром острів в архіпелазі Сокотра, розташований за 105 км на південний захід від острова Сокотра. Омивається Аравійським морем та Індійським океаном. Входить до складу Ємену, адміністративно є частиною мухафази Хадрамаут.
На схід від Абд-ель-Курі знаходяться два невеликих острови під загальною назвою «Аль-Іхван» («Брати») — Самха і Дарса.
Острів витягнутий із заходу на схід. Довжина 36 км, ширина від 2,1 км до 5,8 км, площа 133 км².
Абд-ель-Курі складається з граніту і діориту, що покриті вапняком.
Північне узбережжя острова складається в основному з піщаних пляжів з поодинокими включеннями кам'яних круч,, а південне узбережжя складається з крутих скель. Острів досить горбистий, найвища точка — гора Саліх.
Велика частина Абд-ель-Курі — це напівпустеля з незначною рослинністю.
Абд-ель-Курі має ряд ендемічних видів рослин і птахів. Наприклад, горобець абдалькурійський з оціночною популяцією менше ніж 1000 особин.

### Клімат
Клімат пустельно-тропічний, з легкими опадами зимою. Для сезону мусонів типовими є сильний вітер і високі хвилі.

## Населення

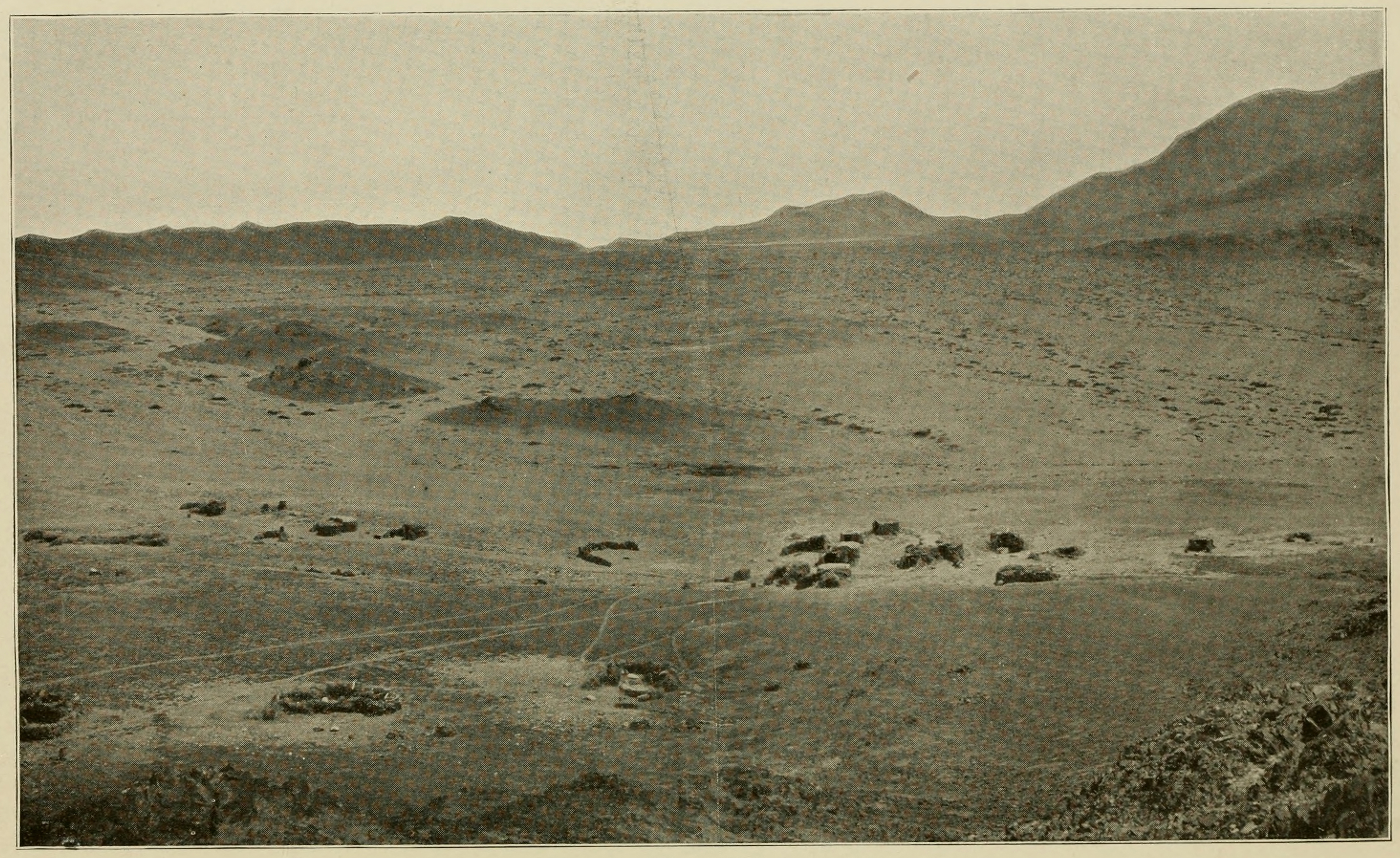
Абд-ель-Курі в 1898 році

Постійне населення острова вельми нечисленне, всього близько 450 осіб, які проживають в трьох поселеннях. Основне поселення — Кілміа. Більшість жителів існують за рахунок рибальства.
На острові є невелика військова залога.